# Oskar Sima
Pour les articles homonymes, voir Sima.
Oskar Michael Sima, né le 31 juillet 1896 à Hohenau an der March, mort le 24 juin 1969 dans la même commune, est un acteur autrichien.

## Biographie
Fils d'un boulanger, Oskar Sima fait d'abord une école de commerce avant de s'inscrire au Konservatorium Wien (de) pour apprendre la comédie. Après son service militaire, il obtient en 1919 son premier engagement au Neuer Deutscher Theater à Prague puis au Volkstheater de Vienne.
Il commence au cinéma en 1921. En 1927, il part pour Berlin et joue sous la direction de Max Reinhardt et d'Erwin Piscator. En 1929, il épouse l'actrice Lina Woiwode (de).
Après avoir montré de la sympathie pour le régime nazi, peu après il soutient la seconde république autrichienne puis entre en contact avec une petite cellule de résistance après la condamnation de Paul Hörbiger en 1945.
Après la Seconde Guerre mondiale, Sima se consacre principalement au cinéma. En 1967, il fait sa dernière apparition dans Mieux vaut faire l'amour.
Oskar Sima a joué dans plus de 300 films, au point d'être surnommé le roi des figurants. Il participe à tous les genres, des adaptations d'opérettes aux comédies, mais aussi à des films d'auteur et dramatiques. Le plus souvent, il joue le type louche avec un cigare et un double jeu. Fin 1967, il se retire à Vienne.

## Filmographie
- 1921 : Die Ehe der Hedda Olsen oder die brennende Akrobatin
- 1922 : Verklungene Zeiten
- 1922 : Die Geburt des Antichrist
- 1922 : Die Menschen nennen es Liebe
- 1926 : Les Beaux-fils
- 1926 : Haifische der Nachkriegszeit
- 1928 : Leontines Ehemänner de Robert Wiene
- 1929 : Sensationsprozeß
- 1929 : L'Énigme de Curtis Bernhardt
- 1929 : Kolonne X
- 1929 : Adieu Mascotte
- 1929 : Phantome des Glücks
- 1930 : Gefahren der Brautzeit de Fred Sauer
- 1930 : Es gibt eine Frau, die Dich niemals vergißt
- 1930 : Das lockende Ziel
- 1930 : Scandale autour d'Éva de Georg Wilhelm Pabst
- 1930 : Der Andere de Robert Wiene
- 1930 : Seitensprünge
- 1930 : Die Lindenwirtin
- 1930 : Zwei Welten
- 1930 : Kasernenzauber …!
- 1930 : L'Immortel Vagabond de Gustav Ucicky et Joe May
- 1930 : Le Cambrioleur
- 1930 : Aimé des dieux de Hanns Schwarz
- 1931 : Die große Attraktion de Max Reichmann
- 1931 : Schuberts Frühlingstraum
- 1931 : Der Tanzhusar
- 1931 : Die lustigen Weiber von Wien
- 1931 : L'amour dispose (Ich geh' aus und Du bleibst da) de Hans Behrendt
- 1931 : Autour d'une enquête de Robert Siodmak
- 1931 : Die Pranke
- 1931 : Die Fledermaus
- 1931 : Der unbekannte Gast
- 1932 : Es wird schon wieder besser…
- 1932 : Kitty schwindelt sich ins Glück
- 1932 : Mädchen zum Heiraten
- 1932 : Ein Lied, ein Kuß, ein Mädel
- 1932 : Ein toller Einfall
- 1932 : Zwei glückliche Tage
- 1932 : C'est un amour qui passe (Ein lied, ein kuß, ein mädel) de Géza von Bolváry
- 1932 : Das schöne Abenteuer
- 1932 : Goldblondes Mädchen, ich schenk’ Dir mein Herz – Ich bin ja so verliebt…
- 1932 : Teilnehmer antwortet nicht
- 1932 : Scampolo, ein Kind der Straße de Hans Steinhoff
- 1932 : Geheimnis des blauen Zimmers
- 1932 : Hochzeitsreise zu Dritt
- 1932 : So ein Mädel vergißt man nicht
- 1932 : Eine Tür geht auf
- 1932 : La comtesse de Monte-Christo
- 1933 : Heut kommt’s drauf an
- 1933 : Poupée blonde
- 1933 : Der Stern von Valencia
- 1933 : Hochzeit am Wolfgangsee
- 1933 : La Ronde aux millions
- 1933 : Skandal in Budapest
- 1933 : Die Stimme der Liebe
- 1934 : Ein Mädel mit Tempo
- 1934 : Une nuit à Venise
- 1934 : Meine Frau, die Schützenkönigin
- 1934 : Freut Euch des Lebens
- 1934 : Seine beste Erfindung
- 1934 : Der Schrecken vom Heidekrug
- 1934 : Rosen aus dem Süden
- 1934 : Fräulein Liselott
- 1934 : Schwarzer Jäger Johanna
- 1934 : Der junge Baron Neuhaus
- 1934 : Schützenkönig wird der Felix
- 1934 : Lockvogel
- 1934 : Vorstadtvarieté
- 1934 : So ein Flegel (de)
- 1934 : Heinz im Mond (de)
- 1934 : Liebe, Tod und Teufel
- 1935 : Der rote Reiter
- 1935 : Punks kommt aus Amerika
- 1935 : Frischer Wind aus Kanada
- 1935 : Ein Mädel aus guter Familie
- 1935 : Ehestreik
- 1935 : Endstation
- 1935 : Die Werft zum grauen Hecht
- 1935 : Das Einmaleins der Liebe
- 1935 : Königswalzer
- 1936 : Leichte Kavallerie
- 1935 : Les Piliers de la société
- 1936 : Hans im Glück
- 1936 : Donogoo Tonka
- 1936 : Weiberregiment
- 1936 : Befehl ist Befehl
- 1936 : Der Schauspieldirektor
- 1936 : Schatten der Vergangenheit
- 1936 : Der lachende Dritte
- 1936 : Kinderarzt Dr. Engel
- 1936 : Glückskinder
- 1936 : Die Lokomotivenbraut (de)
- 1937 : Le Démon de la danse (de)
- 1937 : Frauenliebe - Frauenleid d'Augusto Genina
- 1937 : Meiseken
- 1937 : Pays de l'amour
- 1937 : Les Sept Gifles de Paul Martin
- 1937 : Die Austernlilli
- 1937 : Le charme de la Bohème
- 1937 : Die verschwundene Frau
- 1937 : Gasparone (de)
- 1938 : Fortsetzung folgt
- 1938 : Gastspiel im Paradies
- 1938 : Fille d'Ève
- 1938 : Der Optimist
- 1938 : Nanon
- 1938 : Einquartierung bei Klawunde
- 1938 : Fünf Millionen suchen einen Erben (de)
- 1939 : Frau im Strom
- 1939 : Les Rapaces
- 1940 : Donauschiffer
- 1940 : Le Mort qui se porte bien
- 1940 : Histoires viennoises (de)
- 1940 : Trenck, der Pandur (de)
- 1940 : Sept années de poisse
- 1941 : La Perle du Brésilien
- 1941 : L'Appel du devoir (Über alles in der Welt) de Karl Ritter
- 1941 : Wetterleuchten um Barbara
- 1941 : Jenny und der Herr im Frack
- 1941 : Liebe ist zollfrei (de)
- 1942 : Der verkaufte Grossvater
- 1942 : Die heimliche Gräfin
- 1942 : 5000 Mark Belohnung
- 1942 : Zwei glückliche Menschen
- 1942 : Himmel, wir erben ein Schloß
- 1943 : Die unheimliche Wandlung des Axel Roscher
- 1943 : Romantische Brautfahrt
- 1943 : Ich bitte um Vollmacht
- 1943 : Kohlhiesels Töchter
- 1943 : Rêve blanc
- 1944 : Glück bei Frauen
- 1944 : Spiel
- 1944 : Orient-Express de Victor Tourjanski
- 1945 : Münchnerinnen
- 1945 : Die Nacht der 12
- 1945 : Leuchtende Schatten
- 1945 : Geld ins Haus
- 1948 : La Tache de rousseur
- 1949 : Liebesprobe/Wilderernacht
- 1950 : Hochzeitsnacht im Paradies
- 1950 : Erzherzog Johanns große Liebe
- 1950 : Une fille du tonnerre
- 1950 : Hochzeit im Heu
- 1950 : Servus Peter
- 1950 : Frühling auf dem Eis
- 1951 : Weh dem, der liebt
- 1951 : Unschuld in tausend Nöten
- 1951 : Die Frauen des Herrn S. (de)
- 1951 : Fanfaren der Liebe
- 1951 : Nacht am Mont-Blanc (de)
- 1951 : Die verschleierte Maja
- 1951 : Ma verte bruyère (Grün ist die Heide) de Hans Deppe
- 1952 : Der bunte Traum
- 1952 : Der eingebildete Kranke (de)
- 1952 : Meine Frau macht Dummheiten (de)
- 1952 : Die Försterchristel (de)
- 1952 : Der Fürst von Pappenheim
- 1952 : Mein Herz darfst Du nicht fragen
- 1952 : Ideale Frau gesucht
- 1952 : Ferien vom Ich de Hans Deppe
- 1952 : Tanzende Sterne (de)
- 1952 : Der Obersteiger
- 1952 : Du bist die Rose vom Wörthersee
- 1952 : Mikosch rückt ein
- 1953 : Die Junggesellenfalle
- 1953 : Une valse pour l'empereur (Kaiserwalzer) de Franz Antel
- 1953 : Damenwahl (de)
- 1953 : Quand la musique du village joue (Wenn am Sonntagabend die Dorfmusik spielt) de Rudolf Schündler
- 1953 : Briefträger Müller (de)
- 1953 : Ein tolles Früchtchen
- 1953 : La rose de Stamboul
- 1954 : Les Fruits les plus doux (de)
- 1954 : Rosen aus dem Süden
- 1954 : Manœuvres impériales (Kaisermanöver) de Franz Antel
- 1954 : Der Zigeunerbaron
- 1954 : Tanz in der Sonne
- 1954 : L'Été et les amours
- 1955 : Ainsi va l'amour (Ehesanatorium) de Franz Antel
- 1955 : Der falsche Adam
- 1955 : Tant qu'il y aura des jolies filles
- 1955 : Wie werde ich Filmstar?
- 1955 : Pays de mes amours (Heimatland) de Franz Antel
- 1955 : Unternehmen Schlafsack
- 1955 : Die Wirtin an der Lahn
- 1955 : Die Försterbuben (de)
- 1955 : Le Congrès s'amuse
- 1955 : Oh ! Rosalinda !
- 1955 : La Patronne de la Couronne d'or (de)
- 1955 : Le Chemin du paradis
- 1956 : Der Jäger vom Roteck
- 1956 : Ich und meine Schwiegersöhne
- 1956 : Lügen haben hübsche Beine
- 1956 : Die gestohlene Hose
- 1956 : Mädchen mit schwachem Gedächtnis (de)
- 1956 : Rosmarie kommt aus Wildwest
- 1956 : Cerises dans le jardin du voisin
- 1956 : Zu Befehl, Frau Feldwebel
- 1956 : Meine Tante – Deine Tante (de)
- 1956 : Wo die Lerche singt
- 1956 : Antonia en uniforme (Kaiserjäger) de Willi Forst
- 1956 : Mariés pour rire
- 1956 : August, der Halbstarke
- 1956 : Die wilde Auguste
- 1957 : Das Mädchen ohne Pyjama
- 1957 : …und die Liebe lacht dazu
- 1957 : Les Envoyées du paradis (Vier Mädels aus der Wachau) de Franz Antel
- 1957 : Der Jungfrauenkrieg
- 1957 : Le Chant du bonheur
- 1957 : Vienne, ville de mes rêves (Wien, du Stadt meiner Träume) de Willi Forst
- 1957 : Der Kaiser und das Wäschermädel (de)
- 1957 : Wenn die Bombe platzt
- 1957 : Eva küßt nur Direktoren
- 1957 : Familie Schimek
- 1958 : Skandal um Dodo
- 1958 : Eine Reise ins Glück (de)
- 1958 : Hallo, Taxi
- 1958 : Hoch klingt der Radetzkymarsch
- 1959 : Besuch aus heiterem Himmel (de)
- 1959 : Peter schießt den Vogel ab
- 1959 : Ich bin kein Casanova (de)
- 1959 : Salem Aleikum (de)
- 1960 : Glocken läuten überall
- 1960 : Hauptmann – Deine Sterne
- 1960 : Rêve de jeune fille
- 1961 : … und du mein Schatz bleibst hier
- 1961 : Der Orgelbauer von St. Marien
- 1961 : Ein Stern fällt vom Himmel (de)
- 1961 : Saison in Salzburg
- 1961 : Heute gehn wir bummeln
- 1961 : So liebt und küßt man in Tirol (de)
- 1961 : Die Abenteuer des Grafen Bobby (Les Aventures du comte Bobby)
- 1962 : La Chauve-Souris
- 1962 : Die türkischen Gurken
- 1962 : Das süße Leben des Grafen Bobby (La Douceur de vivre du comte Bobby)
- 1962 : Verrückt und zugenäht
- 1962 : L'Oiseleur
- 1962 : Tanze mit mir in den Morgen
- 1962 : Der Pastor mit der Jazztrompete (de)
- 1962 : Christelle et l'Empereur
- 1962 : Sing, aber spiel nicht mit mir
- 1963 : Nos folles nièces (Unsere tollen Nichten) de Rolf Olsen
- 1963 : Mit besten Empfehlungen
- 1963 : L'Auberge enchantée (Im singenden Rößl am Königssee) de Franz Antel
- 1963 : Hochzeit am Neusiedler See
- 1966 : Italienische Nacht (TV)
- 1966 : Das Spukschloß im Salzkammergut de Hans Billian et Rolf Olsen
- 1967 : Umsonst (TV)
- 1967 : Mieux vaut faire l'amour de Franz Antel